# Fermilab

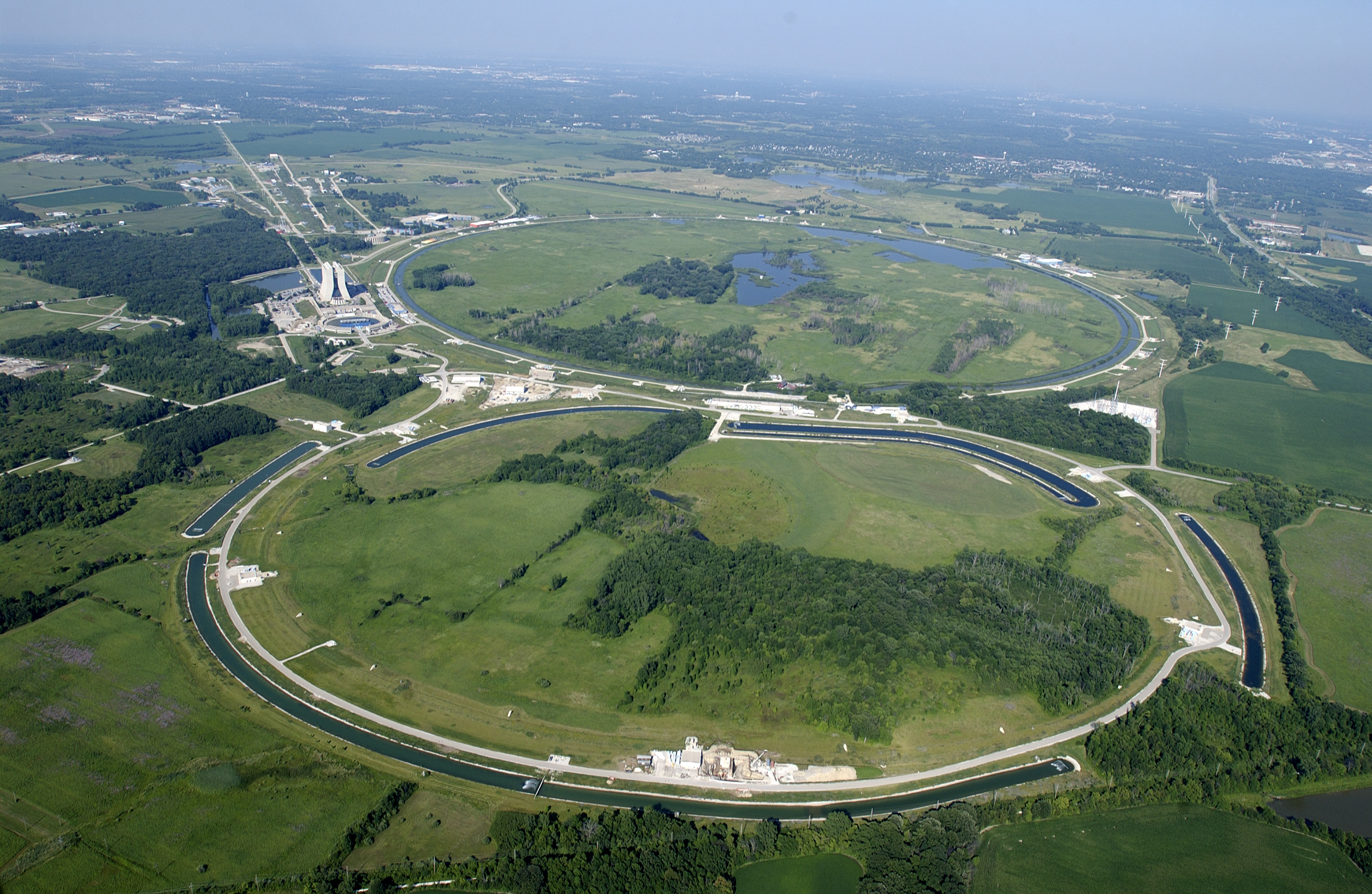
Vista aérea del Fermilab. El anillo en primer plano es el Inyector Principal, y el anillo posterior es el Tevatrón.

El Laboratorio Nacional Fermi es un laboratorio de física de altas energías, llamado así en honor al físico Enrico Fermi, pionero en física de partículas; se encuentra en Batavia, un municipio ubicado a unos 50 kilómetros al oeste de Chicago. En el Fermilab está instalado el segundo acelerador de partículas más potente del mundo (el primero es el Gran colisionador de hadrones), el Tevatrón, usado para descubrir el quark cima.
Fermilab, originalmente llamado National Accelerator Laboratory, fue encargado por la Comisión de Energía Atómica de EE. UU. bajo un proyecto de ley firmado por el presidente Lyndon B. Johnson el 21 de noviembre de 1967. 
El 11 de mayo de 1974, el laboratorio recibió su actual nombre en homenaje de Enrico Fermi, ganador del Premio Nobel en 1938 y uno de los físicos pioneros de la era atómica. 
Dos componentes muy importantes del modelo actual de partículas fundamentales fueron descubiertos en Fermilab: el quark fondo (mayo - junio 1977) y el quark cima (febrero 1995). En julio de 2000, los investigadores del Fermilab anunciaron la primera observación directa del neutrino tauónico, la última partícula fundamental en ser observada. Llenando el hueco final en el modelo actual, el neutrino tauónico estableció el primer paso para nuevos descubrimientos y un nuevo modelo de física con la inauguración del Collider Run II del Tevatron en marzo de 2001. 
Hasta el 10 de septiembre de 2008, fecha en que se inauguró el LHC, el Tevatron, de 4 millas de circunferencia, y originalmente llamado Doubler de Energía cuando empezó sus funciones en 1983, fue el acelerador de partículas de más alta energía del mundo. Sus 1000 imanes superconductores son enfriados por helio líquido a -268 °C. Su sistema de refrigeración era el más grande de la historia en 1983.

## Directores de FERMILAB
- Robert R. Wilson (1967-1978)
- Leon Max Lederman (1978-1989)
- John Peoples (1989-1999)
- Michael S. Witherell (1999-2005)
- Pier J. Oddone (2005- )